# Trận Phù Tiêu
Trận Phù Tiêu (夫椒之战) là cuộc chiến giữa hai nước Ngô và Việt ở cuối thời Xuân Thu trong lịch sử Trung Quốc.

## Bối cảnh
Năm thứ 26 đời Chu Kính Vương (494 TCN), Ngô vương Phù Sai vì muốn báo thù cho Ngô vương Hạp Lư nên đã phát động toàn quân tấn công nước Việt. 

## Diễn biến cuộc chiến
Câu Tiễn nghe tin Phù Sai đang tích cực luyện quân để chuẩn bị tấn công nước Việt nhằm báo thù cho Hạp Lư, bèn không nghe lời can ngăn của đại phu Phạm Lãi và quyết định ra tay trước, Câu Tiễn liền đem quân đánh phủ đầu Ngô. Phù Sai hay tin, lập tức điều toàn bộ tinh binh phản kích lại. Hai bên giao chiến ở Phù Tiêu. Quân Việt thua to, tổn thất nặng nề, hai tướng Linh Cô Phù và Tư Hãn đều chết trận, quân Việt chỉ còn hơn 5.000 người và phải rút về cố thủ ở núi Cối Kê. Quân Ngô thừa thắng truy kích, chiếm thành Cối Kê, bao vây núi Cối Kê. Việt vương bất đắc dĩ phải nghe theo kế của đại phu Phạm Lãi và Văn Chủng, sai Văn Chủng đem vàng bạc, mỹ nữ đút lót cho Thái tể nước Ngô là Bá Hi, nhờ ông ta thuyết phục Ngô vương cho nước Việt thần phục. Ngũ Tử Tư khuyên Ngô vương không nên đồng ý, nhưng Phù Sai không nghe lời Ngũ Tử Tư, bèn giảng hòa với Việt và rút quân về nước.